# Пинос Алтос (Артеага)
Пинос Алтос (шп. Pinos Altos) насеље је у Мексику у савезној држави Коавила у општини Артеага. Насеље се налази на надморској висини од 2190 м.

## Становништво
Према подацима из 2010. године у насељу су живела 2 становника.

### Хронологија
| Година       | 2000       | 2005        | 2010 |
| ------------ | ---------- | ----------- | ---- |
| Становништво | 16 (9 / 7) | 13 (10 / 3) | 2    |

### Попис
| # | Индикатор                     | Вредност |
| - | ----------------------------- | -------- |
| 1 | Укупно домаћинстава           | 2        |
| 2 | Укупно насељених домаћинстава | 1        |
| 3 | Величина локације             | 1        |